# Palazzo Pignano
Palazzo Pignano (lombardul: Palàs) település Olaszországban, Lombardia régióban, Cremona megyében. Lakosainak száma 3789 fő (2023. január 1.). Palazzo Pignano Bagnolo Cremasco, Monte Cremasco, Torlino Vimercati, Vaiano Cremasco, Agnadello, Trescore Cremasco és Pandino községekkel határos.

## Népesség
A település lakossága az elmúlt években az alábbi módon változott:
| Lakosok száma | 3865 | 3806 | 3786 | 3789 |
|               | 2013 | 2017 | 2018 | 2023 |